# Stupart Island
Stupart Island ist eine zur Findlay-Gruppe gehörende Insel in Nunavut, Kanada. 

## Lage
Die im kanadisch-arktischen Archipel liegende Insel ist 1,5 Kilometer lang und 1,46 Kilometer breit. Mit einer Fläche von 1,35 km² ist sie die kleinste der fünf Findlay-Inseln. Sie liegt im Südosten von Lougheed Island und im Westen von Edmund Walker Island.